# Dziesięciobój lekkoatletyczny
Dziesięciobój – (decathlon) konkurencja lekkoatletyczna na otwartym stadionie, rozgrywana tylko przez mężczyzn, w skład której wchodzi 10 konkurencji. W hali mężczyźni rozgrywają siedmiobój.
Dziesięciobój rozgrywany jest w ciągu 2 dni:
- I dzień: bieg na 100 m, skok w dal, pchnięcie kulą, skok wzwyż, bieg na 400 m;
- II dzień: bieg na 110 m przez płotki, rzut dyskiem, skok o tyczce, rzut oszczepem, bieg na 1500 m.

Konkurencje biegowe odbywają się seriami na czas, w konkurencjach technicznych przeprowadza się trzy kolejki. Skok wzwyż i o tyczce rozgrywany jest na normalnych zasadach. Wyniki uzyskane przez zawodników przeliczane są na podstawie tabel wielobojowych na punkty i sumowane. Suma punktów decyduje o zajętym miejscu.
Dziesięciobój został włączony do programu olimpijskiego w 1912 roku.
Incydentalnie organizowane są również zawody kobiet w dziesięcioboju (na najważniejszych imprezach kobiety rywalizują w siedmioboju), nieoficjalną rekordzistką świata w tej konkurencji jest Litwinka Austra Skujytė (8358 pkt, 2005).
| Konkurencja                | Rekord świata             | Rekord Polski                  |
| -------------------------- | ------------------------- | ------------------------------ |
|                            | Kévin Mayer, Francja      | Sebastian Chmara, Polska       |
|                            | Talence, 16 września 2018 | Alhama de Murcia, 17 maja 1998 |
| rezultat                   | 9126 pkt.                 | 8566 pkt.                      |
| bieg na 100 m              | 10,55 s                   | 10,97 s                        |
| skok w dal                 | 7,80 m                    | 7,56 m                         |
| pchnięcie kulą             | 16,00 m                   | 16,03 m                        |
| skok wzwyż                 | 205 cm                    | 210 cm                         |
| bieg na 400 m              | 48,42 s                   | 48,27 s                        |
| bieg na 110 m przez płotki | 13,75 s                   | 14,32 s                        |
| rzut dyskiem               | 50,54 m                   | 44,39 m                        |
| skok o tyczce              | 5,45 m                    | 5,20 m                         |
| rzut oszczepem             | 71,90 m                   | 57,25 m                        |
| bieg na 1500 m             | 4:36,11                   | 4:29,66                        |

| Lp. | Wynik    | Zawodnik (rezultaty w konkurencjach)                                                                             | Państwo           | Data             | Miejsce      |
| --- | -------- | --- | ----------------- | ---------------- | ------------ |
| 1.  | 9126 pkt | Kévin Mayer (10.55/-0.3 - 7.80/1.2 - 16.00 - 2.05 - 48.42 // 13.75/-1.1 - 50.54 - 5.45 - 71.90 - 4:36,11)        | Francja           | 16 września 2018 | Talence      |
| 2.  | 9045 pkt | Ashton Eaton (10.23/-0.4 - 7.88/0.0 - 14.52 - 2.01 - 45.00 // 13.69/-0.2 - 43.34 - 5.20 - 63.63 - 4:17.52)       | Stany Zjednoczone | 29 sierpnia 2015 | Pekin        |
| 3.  | 9026 pkt | Roman Šebrle (10.64/0.0 - 8.11/+1.9 - 15.33 - 2.12 - 47.79 // 13.92/-0.2 - 47.92 - 4.80 - 70.16 - 4:21.98)       | Czechy            | 27 maja 2001     | Götzis       |
| 4.  | 9018 pkt | Damian Warner (10.12/+0.2 - 8.24/+0.2 - 14.80 - 2.02 - 47.48 // 13.46/-1.0 - 48.67 - 4.90 - 63.44 - 4:31.08)     | Kanada            | 5 sierpnia 2021  | Tokio        |
| 5.  | 8994 pkt | Tomáš Dvořák (10.54/-0.1 - 7.90/+1.1 - 16.78 - 2.04 - 48.08 // 13.73/0.0 - 48.33 - 4.90 - 72.32 - 4:37.20)       | Czechy            | 4 lipca 1999     | Praga        |
| 6.  | 8961 pkt | Leo Neugebauer (10.64/+0.1 - 7.86/+0.9 - 17.46 - 2.07 - 48.03 // 14.36/0.0 - 57.70 - 5.21 - 56.64 - 4:44.61)     | Niemcy            | 6 czerwca 2024   | Eugene       |
| 7.  | 8909 pkt | Pierce LePage (10.45/-0.3 - 7.59/+0.2 - 15.81 - 2.08 - 47.21 // 13.77/+0.2 - 50.98 - 5.20 - 60.90 - 4:39.88)     | Kanada            | 26 sierpnia 2023 | Budapeszt    |
|     | 8909 pkt | Sander Skotheim (10.70/+0.7 - 8.06/+0.7 - 13.98 - 2.15 - 47.47 // 14.12/-1.2 - 49.18 - 5.10 - 61.46 - 4:23.88)   | Norwegia          | 1 czerwca 2025   | Götzis       |
| 9.  | 8891 pkt | Dan O’Brien (10.43/+2.1 - 8.08/+1.8 - 16.69 - 2.07 - 48.51 // 13.98/-0.5 - 48.56 - 5.00 - 62.58 - 4:42.10)       | Stany Zjednoczone | 5 września 1992  | Talence      |
| 10. | 8867 pkt | Garrett Scantling (10.68/+0.9 - 7.68/+2.0 - 16.12 - 2.04 - 48.38 // 13.59/+1.0 - 51.04 - 5.15 - 67.16 - 4:46.37) | Stany Zjednoczone | 7 maja 2022      | Fayetteville |

## Chronologia rekordu świata w dziesięcioboju

### Mężczyźni[2]
| Wynik    | Zawodnik              | Reprezentacja     | Data                  | Miejsce     |
| -------- | --------------------- | ----------------- | --------------------- | ----------- |
| 7485 pkt | Aleksander Klumberg   | Estonia           | 17 września 1922(dts) | Helsinki    |
| 7710 pkt | Harold Osborn         | Stany Zjednoczone | 12 lipca 1924(dts)    | Paryż       |
| 7820 pkt | Paavo Yrjölä          | Finlandia         | 18 lipca 1926(dts)    | Viipuri     |
| 7995 pkt | Paavo Yrjölä          | Finlandia         | 17 lipca 1927(dts)    | Helsinki    |
| 8053 pkt | Paavo Yrjölä          | Finlandia         | 4 sierpnia 1928(dts)  | Amsterdam   |
| 8255 pkt | Akilles Järvinen      | Finlandia         | 20 lipca 1930(dts)    | Viipuri     |
| 8462 pkt | Jim Bausch            | Stany Zjednoczone | 6 sierpnia 1932(dts)  | Los Angeles |
| 8790 pkt | Hans-Heinrich Sievert | III Rzesza        | 8 lipca 1934(dts)     | Hamburg     |
|          |                       |                   |                       |             |
| 7900 pkt | Glenn Morris          | Stany Zjednoczone | 8 sierpnia 1936(dts)  | Berlin      |
| 8042 pkt | Bob Mathias           | Stany Zjednoczone | 30 czerwca 1950(dts)  | Tulare      |
|          |                       |                   |                       |             |
| 7887 pkt | Bob Mathias           | Stany Zjednoczone | 26 lipca 1952(dts)    | Helsinki    |
| 7985 pkt | Rafer Johnson         | Stany Zjednoczone | 11 czerwca 1955(dts)  | Kingsburg   |
| 8014 pkt | Wasilij Kuzniecow     | ZSRR              | 18 maja 1958(dts)     | Krasnodar   |
| 8302 pkt | Rafer Johnson         | Stany Zjednoczone | 27 lipca 1958(dts)    | Moskwa      |
| 8357 pkt | Wasilij Kuzniecow     | ZSRR              | 17 maja 1959(dts)     | Moskwa      |
| 8683 pkt | Rafer Johnson         | Stany Zjednoczone | 9 lipca 1960(dts)     | Eugene      |
| 9121 pkt | Yang Chuan-kwang      | Tajwan            | 28 kwietnia 1963(dts) | Walnut      |
|          |                       |                   |                       |             |
| 8230 pkt | Russ Hodge            | Stany Zjednoczone | 24 lipca 1966(dts)    | Los Angeles |
| 8319 pkt | Kurt Bendlin          | RFN               | 14 maja 1967(dts)     | Heidelberg  |
| 8417 pkt | Bill Toomey           | Stany Zjednoczone | 11 grudnia 1969(dts)  | Los Angeles |
| 8454 pkt | Mykoła Awiłow         | ZSRR              | 8 września 1972(dts)  | Monachium   |
| 8524 pkt | Bruce Jenner          | Stany Zjednoczone | 10 sierpnia 1975(dts) | Eugene      |
| 8538 pkt | Bruce Jenner          | Stany Zjednoczone | 26 czerwca 1976(dts)  | Eugene      |
| 8618 pkt | Bruce Jenner          | Stany Zjednoczone | 30 lipca 1976(dts)    | Montreal    |
| 8622 pkt | Daley Thompson        | Wielka Brytania   | 18 maja 1980(dts)     | Götzis      |
| 8649 pkt | Guido Kratschmer      | RFN               | 15 czerwca 1980(dts)  | Filderstadt |
| 8704 pkt | Daley Thompson        | Wielka Brytania   | 23 maja 1982(dts)     | Götzis      |
| 8723 pkt | Jürgen Hingsen        | RFN               | 15 sierpnia 1982(dts) | Ulm         |
| 8743 pkt | Daley Thompson        | Wielka Brytania   | 8 września 1982(dts)  | Ateny       |
| 8779 pkt | Jürgen Hingsen        | RFN               | 5 czerwca 1983(dts)   | Filderstadt |
| 8798 pkt | Jürgen Hingsen        | RFN               | 9 czerwca 1984(dts)   | Mannheim    |
| 8798 pkt | Daley Thompson        | Wielka Brytania   | 9 sierpnia 1984(dts)  | Los Angeles |
|          |                       |                   |                       |             |
| 8847 pkt | Daley Thompson        | Wielka Brytania   | 9 sierpnia 1984(dts)  | Los Angeles |
| 8891 pkt | Dan O’Brien           | Stany Zjednoczone | 5 września 1992(dts)  | Talence     |
| 8994 pkt | Tomáš Dvořák          | Czechy            | 4 lipca 1999(dts)     | Praga       |
| 9026 pkt | Roman Šebrle          | Czechy            | 27 maja 2001(dts)     | Götzis      |
| 9039 pkt | Ashton Eaton          | Stany Zjednoczone | 23 czerwca 2012(dts)  | Eugene      |
| 9045 pkt | Ashton Eaton          | Stany Zjednoczone | 29 sierpnia 2015(dts) | Pekin       |
| 9126 pkt | Kévin Mayer           | Francja           | 16 września 2018(dts) | Talence     |

## Mistrzowie świata
- MŚ 1983 – Daley Thompson (Wielka Brytania)
- MŚ 1987 – Torsten Voss (NRD)
- MŚ 1991 – Dan O’Brien (USA)
- MŚ 1993 – Dan O’Brien (USA)
- MŚ 1995 – Dan O’Brien (USA)
- MŚ 1997 – Tomáš Dvořák (Czechy)
- MŚ 1999 – Tomáš Dvořák (Czechy)
- MŚ 2001 – Tomáš Dvořák (Czechy)
- MŚ 2003 – Tom Pappas (USA)
- MŚ 2005 – Bryan Clay (USA)
- MŚ 2007 – Roman Šebrle (Czechy)
- MŚ 2009 – Trey Hardee (USA)
- MŚ 2011 – Trey Hardee (USA)
- MŚ 2013 – Ashton Eaton (USA)
- MŚ 2015 – Ashton Eaton (USA)
- MŚ 2017 – Kévin Mayer (USA)
- MŚ 2019 – Niklas Kaul (USA)
- MŚ 2022 – Kévin Mayer (USA)
- MŚ 2023 – Pierce LePage (CAN)

## Mistrzowie olimpijscy
- IO 1912 – Jim Thorpe (USA)
- IO 1920 – Helge Løvland (Norwegia)
- IO 1924 – Harold Osborn (USA)
- IO 1928 – Paavo Yrjölä (Finlandia)
- IO 1932 – James Bausch (USA)
- IO 1936 – Glenn Morris (USA)
- IO 1948 – Bob Mathias (USA)
- IO 1952 – Bob Mathias (USA)
- IO 1956 – Milt Campbell (USA)
- IO 1960 – Rafer Johnson (USA)
- IO 1964 – Willi Holdorf (RFN)
- IO 1968 – Bill Toomey (USA)
- IO 1972 – Mykoła Awiłow (ZSRR)
- IO 1976 – Bruce Jenner (USA)
- IO 1980 – Daley Thompson (Wielka Brytania)
- IO 1984 – Daley Thompson (Wielka Brytania)
- IO 1988 – Christian Schenk (NRD)
- IO 1992 – Robert Změlík (Czechy)
- IO 1996 – Dan O’Brien (USA)
- IO 2000 – Erki Nool (Estonia)
- IO 2004 – Roman Šebrle (Czechy)
- IO 2008 - Bryan Clay (USA)
- IO 2012 - Ashton Eaton (USA)
- IO 2016 - Ashton Eaton (USA)
- IO 2020 - Damian Warner (Kanada)
- IO 2024 - Markus Rooth (Norwegia)

## Polscy finaliści olimpijscy (1-8)
- 3. Ryszard Katus 7984 1972
- 5. Ryszard Skowronek 8113 1976
- 6. Dariusz Ludwig 7978 1980
- 8. Tadeusz Janczenko 7861 1972

## Polacy w dziesiątkach światowych tabel rocznych
- 1929 - 10. Antoni Cejzik, 7.233,53
- 1932 - 7. Zygmunt Siedlecki, 7.853,82
- 1934 - 10. Jerzy Pławczyk, 7.552,345
- 1937 - 6. Witold Gerutto, 6.630
- 1938 - 4. Witold Gerutto, 7.006
- 1972 - 2. Ryszard Skowronek, 8.146
- 1972 - 5. Ryszard Katus, 7.984a
- 1973 - 3. Ryszard Skowronek, 8.206
- 1973 - 9. Ryszard Katus, 8.020
- 1974 - 2. Ryszard Skowronek, 8.207a
- 1974 - 8. Ryszard Katus, 7.938
- 1975 - 4. Ryszard Skowronek, 8.185
- 1981 - 4. Dariusz Ludwig, 8.222
- 1998 - 9. Sebastian Chmara, 8.566